# Carlos, Duque de Eslésvico-Holsácia-Sonderburgo-Glucksburgo
Carlos, Duque de Eslésvico-Holsácia-Sonderburgo-Glucksburgo (30 de setembro de 1813 - 24 de outubro de 1878) foi o segundo Duque de Eslésvico-Holsácia-Sonderburgo-Glucksburgo e irmão mais velho do rei Cristiano IX da Dinamarca.

## Família
Carlos era o segundo filho do Frederico Guilherme, Duque de Eslésvico-Holsácia-Sonderburgo-Glucksburgo e da princesa Luísa Carolina de Hesse-Cassel. Entre os seus irmãos estava o rei Cristiano IX da Dinamarca, o que o tornava tio-avô de vários monarcas europeus incluindo o rei Jorge V do Reino Unido, o czar Nicolau II da Rússia, o rei Constantino I da Grécia ou o rei Frederico VIII da Dinamarca. Os seus avós paternos eram Frederico Carlos Luís, Duque de Eslésvico-Holsácia-Sonderburgo-Beck e a condessa Frederica Amália de Schlieben. Os seus avós maternos eram o conde Carlos de Hesse-Cassel e a princesa Luísa da Dinamarca.

## Casamento
Carlos casou-se com a princesa Guilhermina Maria da Dinamarca, filha do rei Frederico VI da Dinamarca e da sua esposa, a condessa Maria Sofia de Hesse-Cassel, a 19 de maio de 1838 no Palácio de Amalienborg em Copenhaga. Guilhermina tinha sido casada antes com o futuro rei Frederico VII da Dinamarca.
Carlos morreu a 24 de outubro de 1878, aos sessenta e cinco anos de idade, sem filhos. Muitos acreditam que Guilhermina Maria era estéril, visto que não existe qualquer registo de abortos ou bebés nascidos mortos do casal.

## Genealogia
| Carlos, Duque de Eslésvico-Holsácia-Sonderburgo-Glucksburgo | Pai: Frederico Guilherme, Duque de Eslésvico-Holsácia-Sonderburgo-Glucksburgo | Avô paterno: Frederico Carlos Luís, Duque de Eslésvico-Holsácia-Sonderburgo-Beck | Bisavô paterno: Carlos António Augusto, Duque de Eslésvico-Holsácia-Sonderburgo-Beck |
| Carlos, Duque de Eslésvico-Holsácia-Sonderburgo-Glucksburgo | Pai: Frederico Guilherme, Duque de Eslésvico-Holsácia-Sonderburgo-Glucksburgo | Avô paterno: Frederico Carlos Luís, Duque de Eslésvico-Holsácia-Sonderburgo-Beck | Bisavó paterna: Carlota de Dohna-Leistenau                                           |
| Carlos, Duque de Eslésvico-Holsácia-Sonderburgo-Glucksburgo | Pai: Frederico Guilherme, Duque de Eslésvico-Holsácia-Sonderburgo-Glucksburgo | Avó paterna: Frederica Amália de Schlieben                                       | Bisavô paterno: Carlos Leopoldo Schlieben                                            |
| Carlos, Duque de Eslésvico-Holsácia-Sonderburgo-Glucksburgo | Pai: Frederico Guilherme, Duque de Eslésvico-Holsácia-Sonderburgo-Glucksburgo | Avó paterna: Frederica Amália de Schlieben                                       | Bisavó paterna: Maria Helena de Lehndorff                                            |
| Carlos, Duque de Eslésvico-Holsácia-Sonderburgo-Glucksburgo | Mãe: Luísa Carolina de Hesse-Cassel                                           | Avô materno: Carlos de Hesse-Cassel                                              | Bisavô materno: Frederico II, Conde de Hesse-Cassel                                  |
| Carlos, Duque de Eslésvico-Holsácia-Sonderburgo-Glucksburgo | Mãe: Luísa Carolina de Hesse-Cassel                                           | Avô materno: Carlos de Hesse-Cassel                                              | Bisavó materna: Maria da Grã-Bretanha                                                |
| Carlos, Duque de Eslésvico-Holsácia-Sonderburgo-Glucksburgo | Mãe: Luísa Carolina de Hesse-Cassel                                           | Avó materna: Luísa da Dinamarca                                                  | Bisavô materno: Frederico V da Dinamarca                                             |
| Carlos, Duque de Eslésvico-Holsácia-Sonderburgo-Glucksburgo | Mãe: Luísa Carolina de Hesse-Cassel                                           | Avó materna: Luísa da Dinamarca                                                  | Bisavó materna: Luísa da Grã-Bretanha                                                |